# Sergio Costa
Sergio Costa, né le 22 avril 1959 à Naples, est un militaire et un homme politique italien. Proche du Mouvement 5 étoiles, il est ministre de l'Environnement, de la Protection du territoire et de la Mer de 2018 à 2021.

## Biographie
Il est diplômé en science agricole de l'université de Naples - Frédéric-II en 1983.
En 1987, il entre au corps militaire des gardes-forestiers. Quand ce dernier est intégré au sein du corps militaire des Carabiniers au 1er janvier 2017, Costa est nommé général de brigade. 
Il est nommé ministre de l'Environnement, de la Protection du territoire et de la Mer le 1er juin 2018 dans le gouvernement Conte. Il est maintenu dans ses fonctions dans le gouvernement Conte II.
Lors des élections générales anticipées du 25 septembre 2022, il est candidat comme tête de liste du Mouvement cinq étoiles dans la première circonscription de Campanie et est élu député. Le 19 octobre suivant, il est élu vice-président de la Chambre.